# Ledenika
Ledenika (bulgariska: Леденика) är en grotta i Bulgarien. Den ligger i regionen Sofijska oblast, i den västra delen av landet, 50 km norr om huvudstaden Sofia. Ledenika ligger 1 116 meter över havet.
Terrängen runt Ledenika är huvudsakligen kuperad, men västerut är den bergig. Ledenika ligger uppe på en höjd som går i öst-västlig riktning. Närmaste större samhälle är Vratsa, 16,0 km öster om Ledenika. 

I omgivningarna runt Ledenika växer i huvudsak lövfällande lövskog. Runt Ledenika är det ganska glesbefolkat, med 34 invånare per kvadratkilometer.

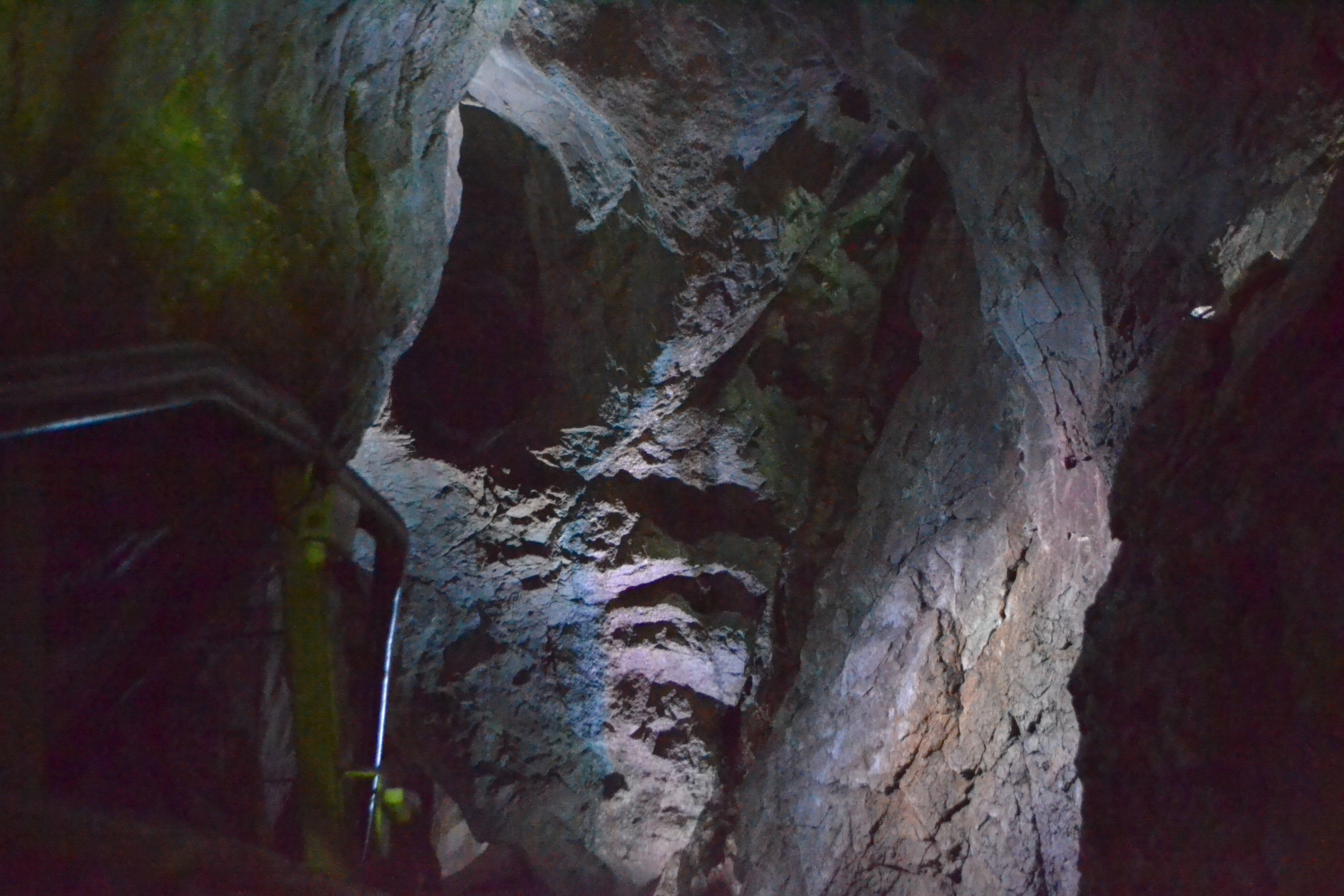
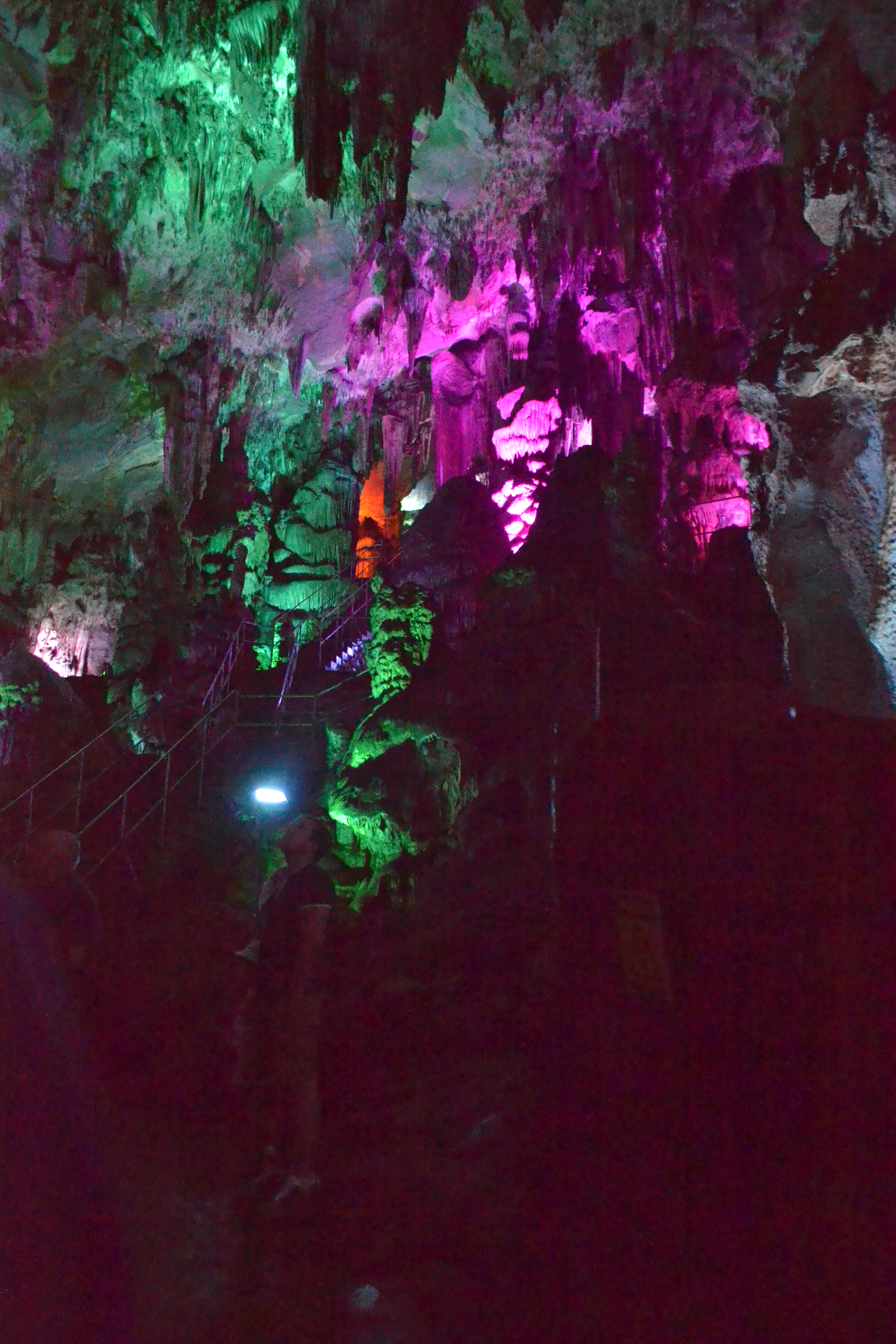
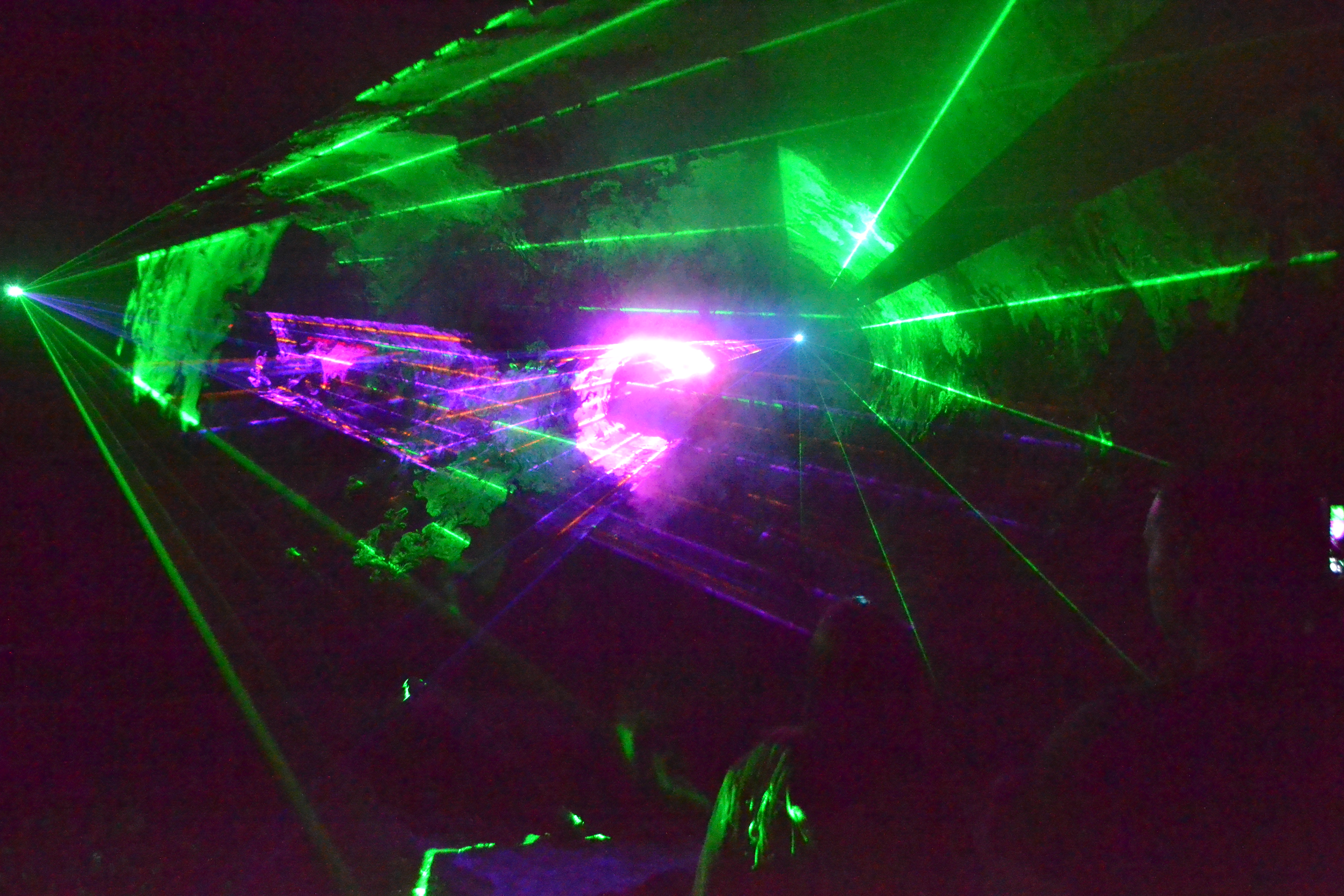
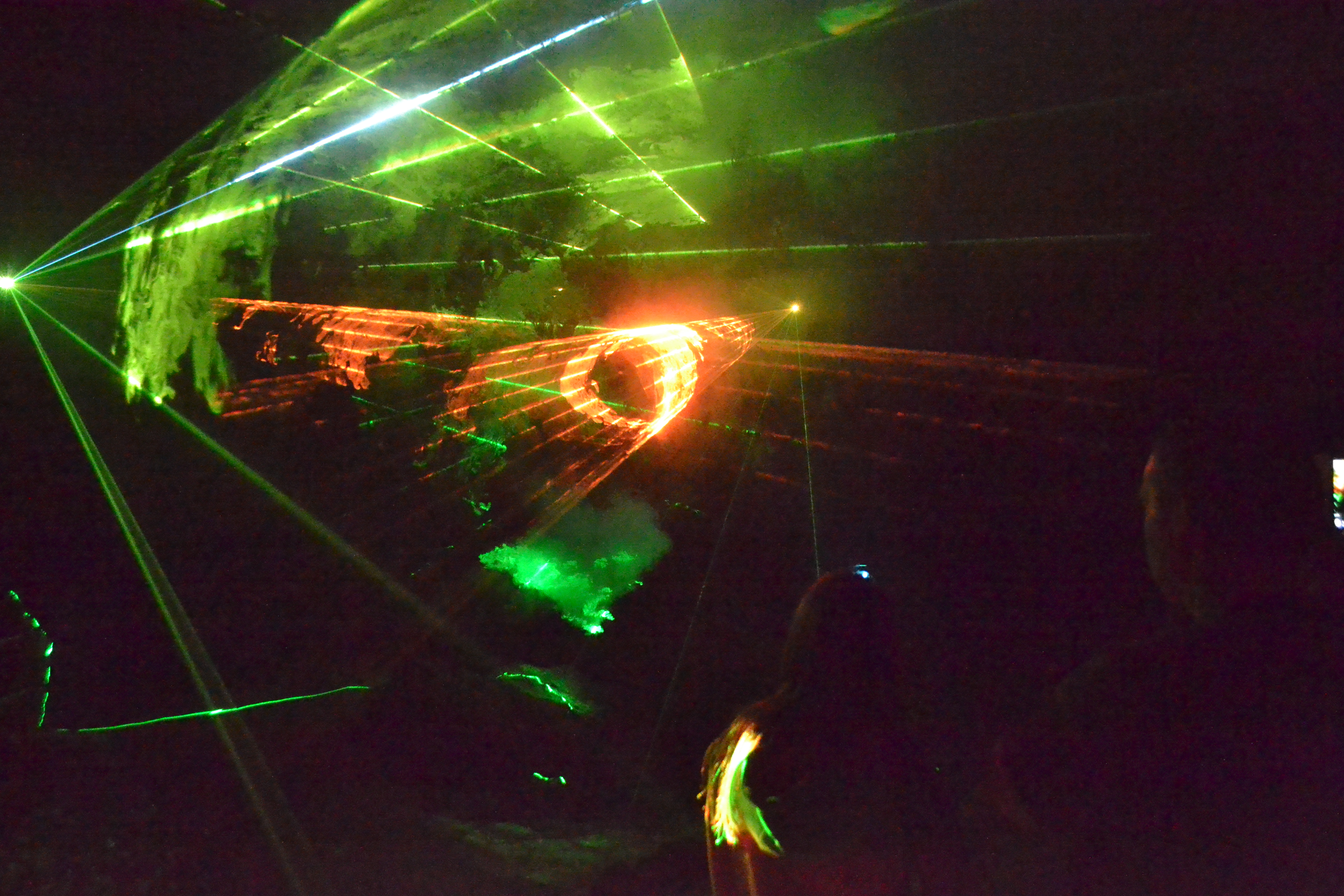
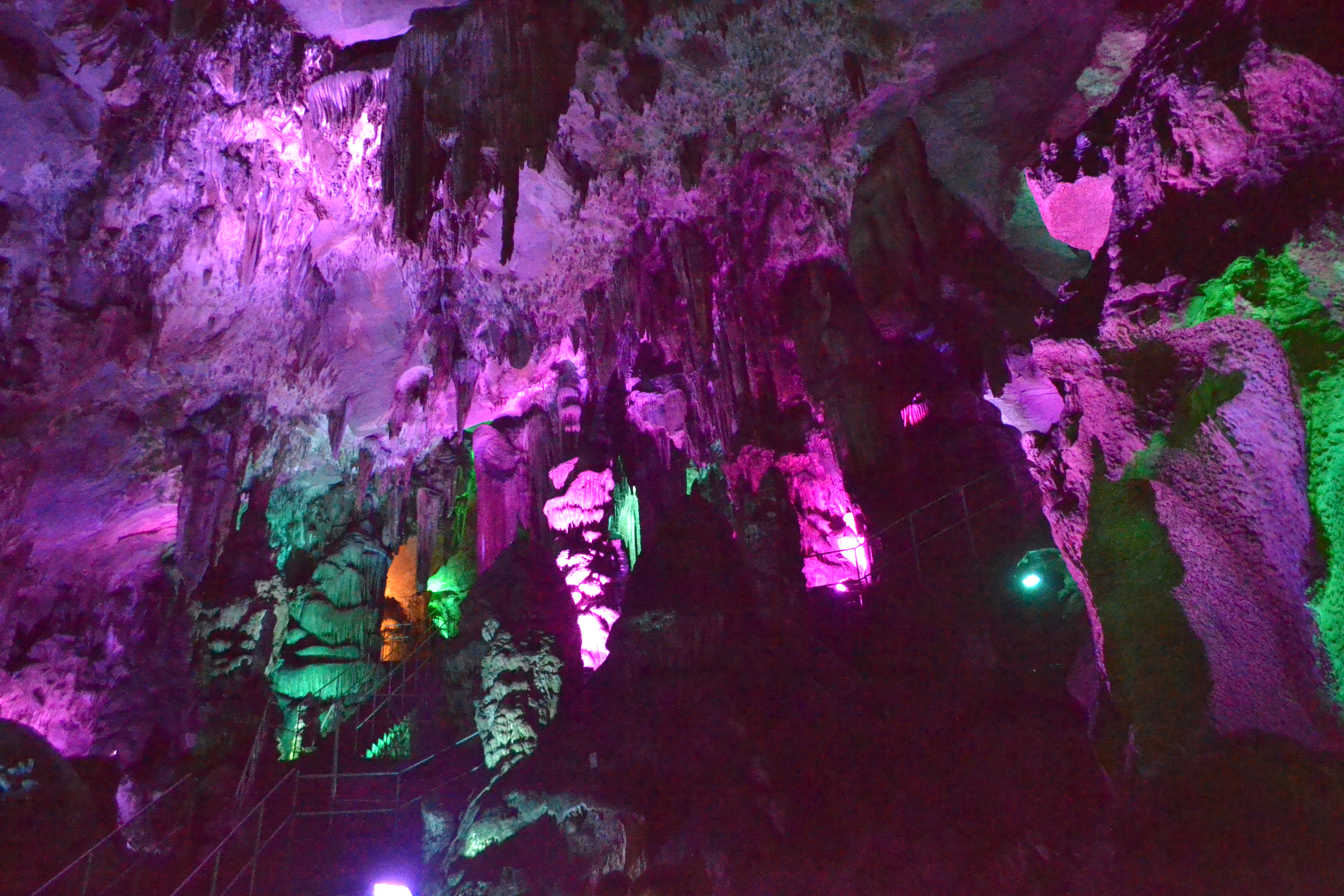
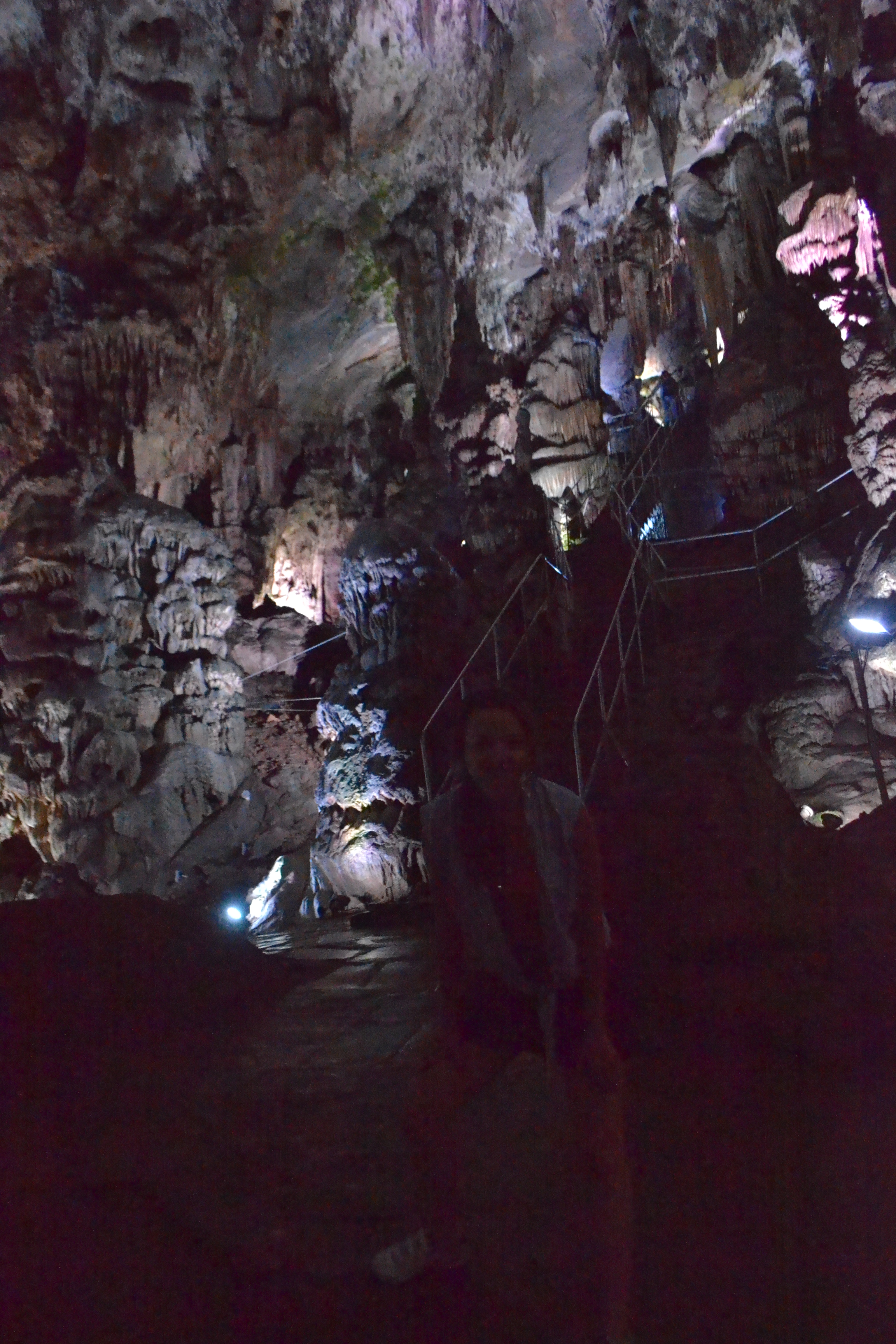
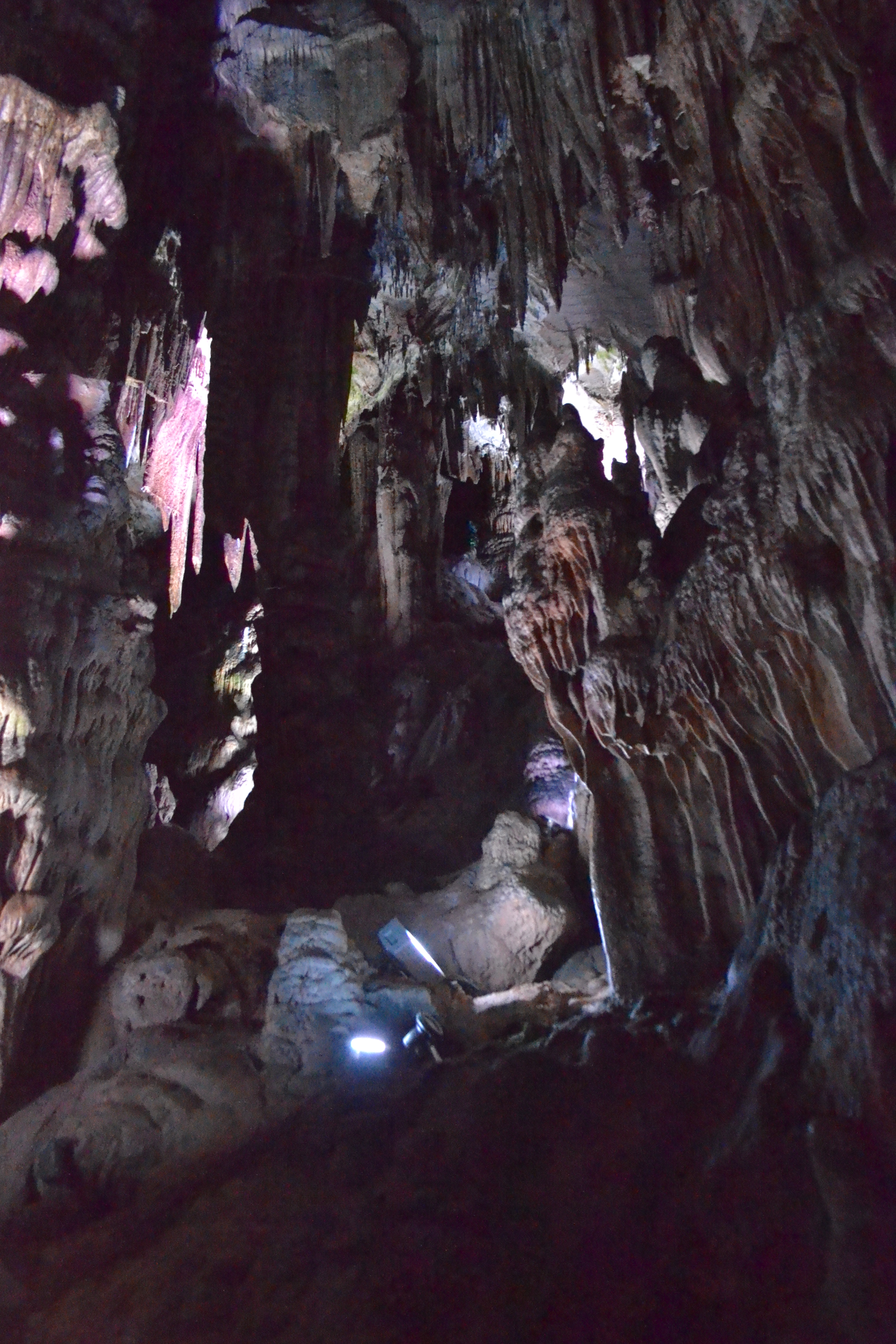
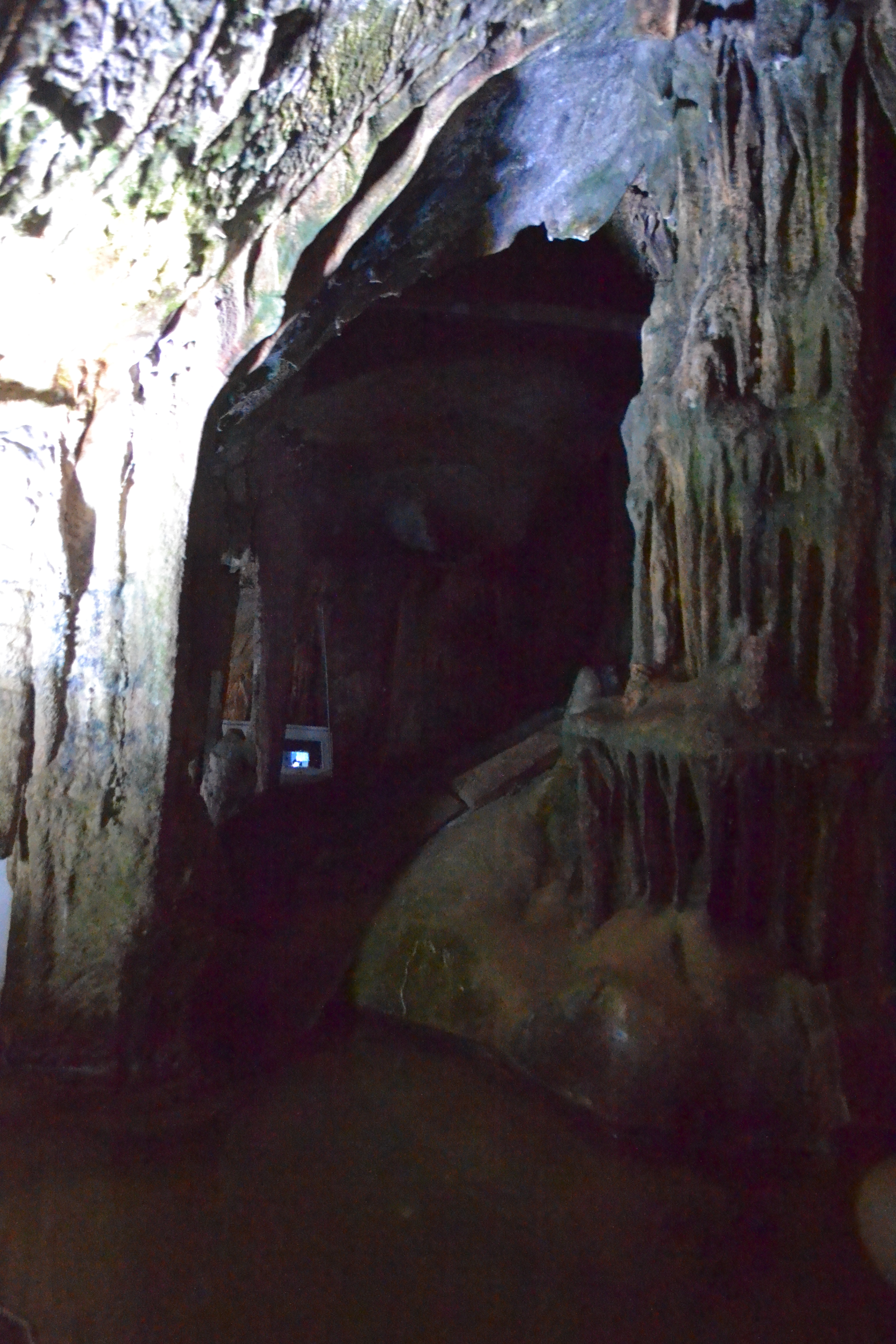
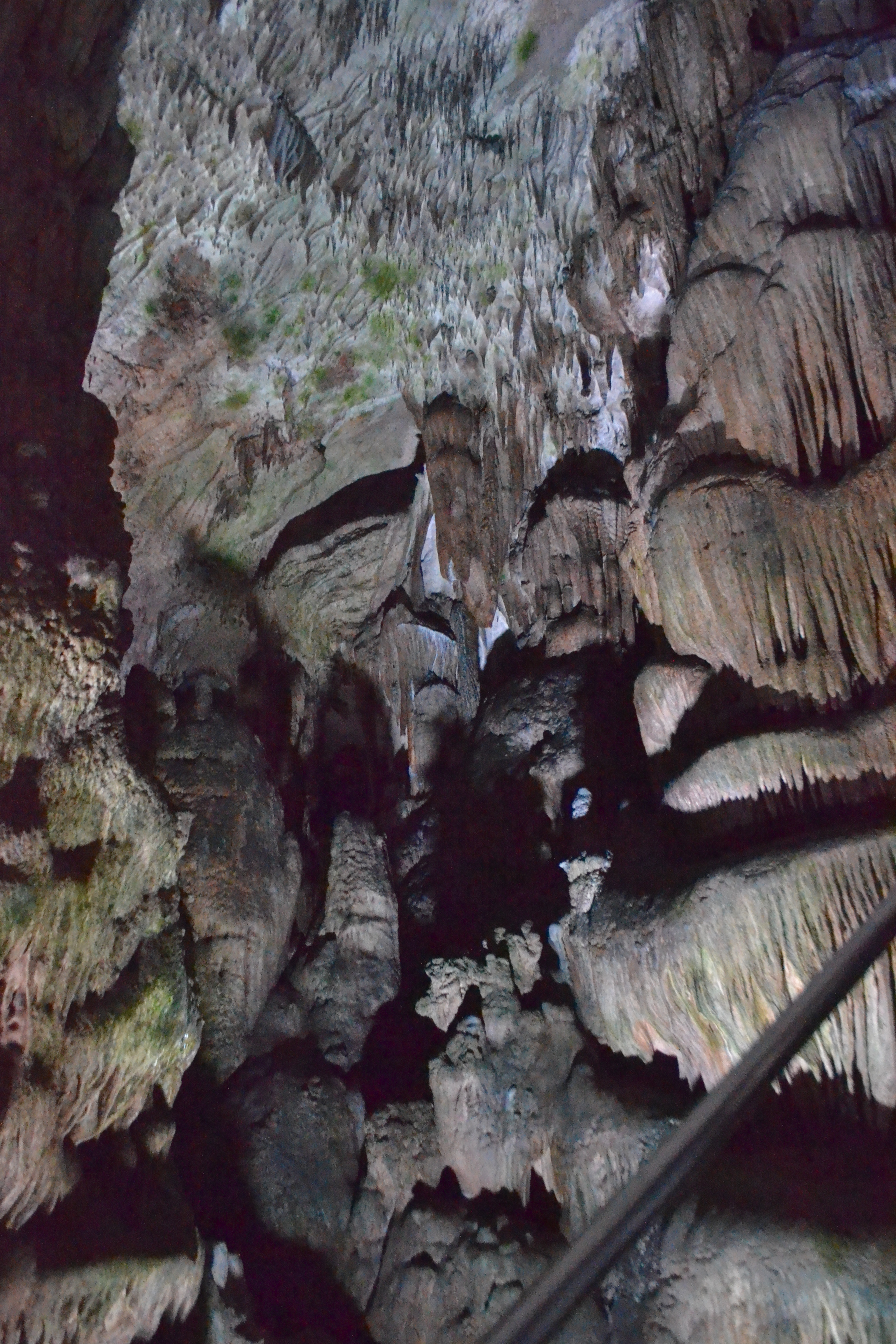
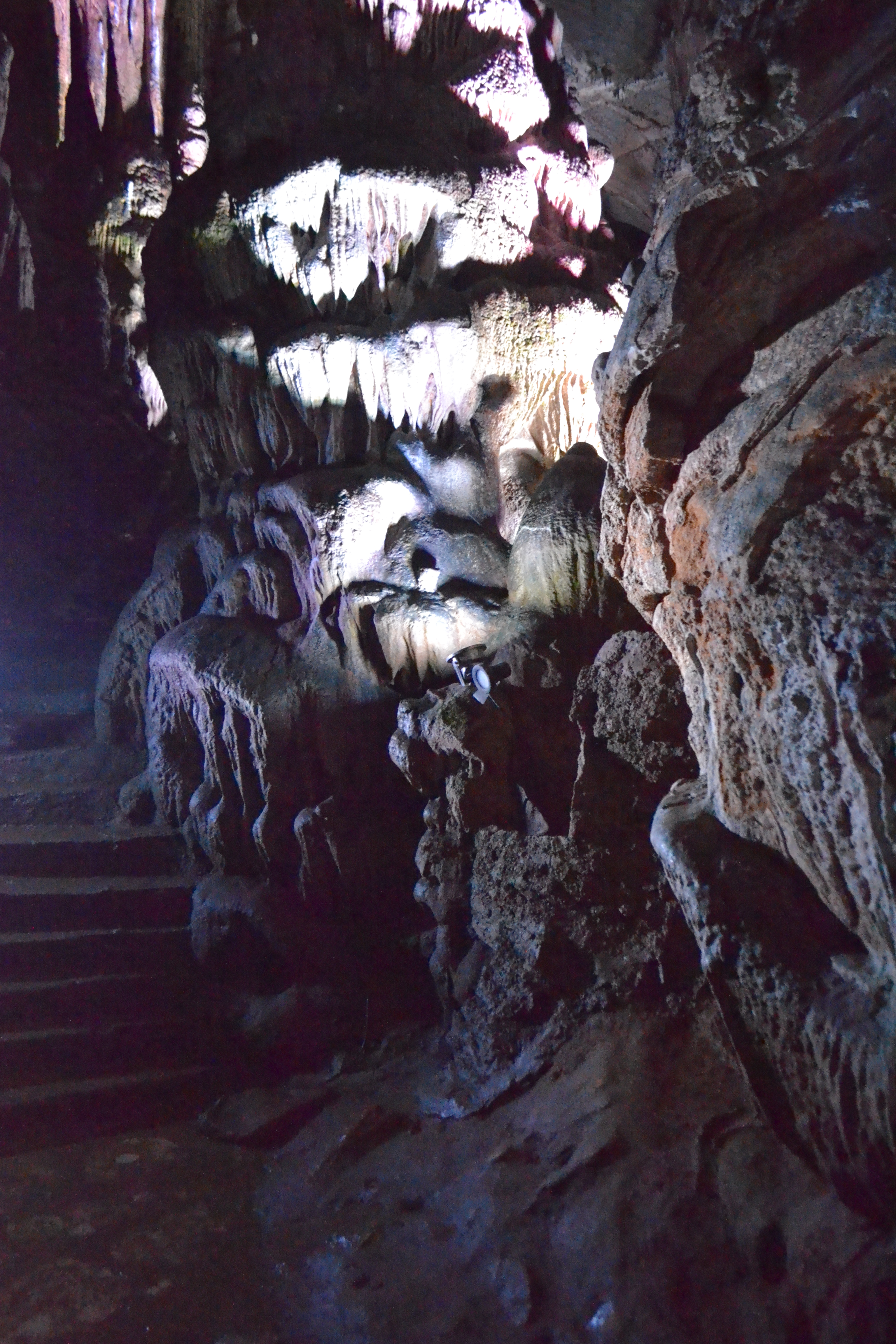
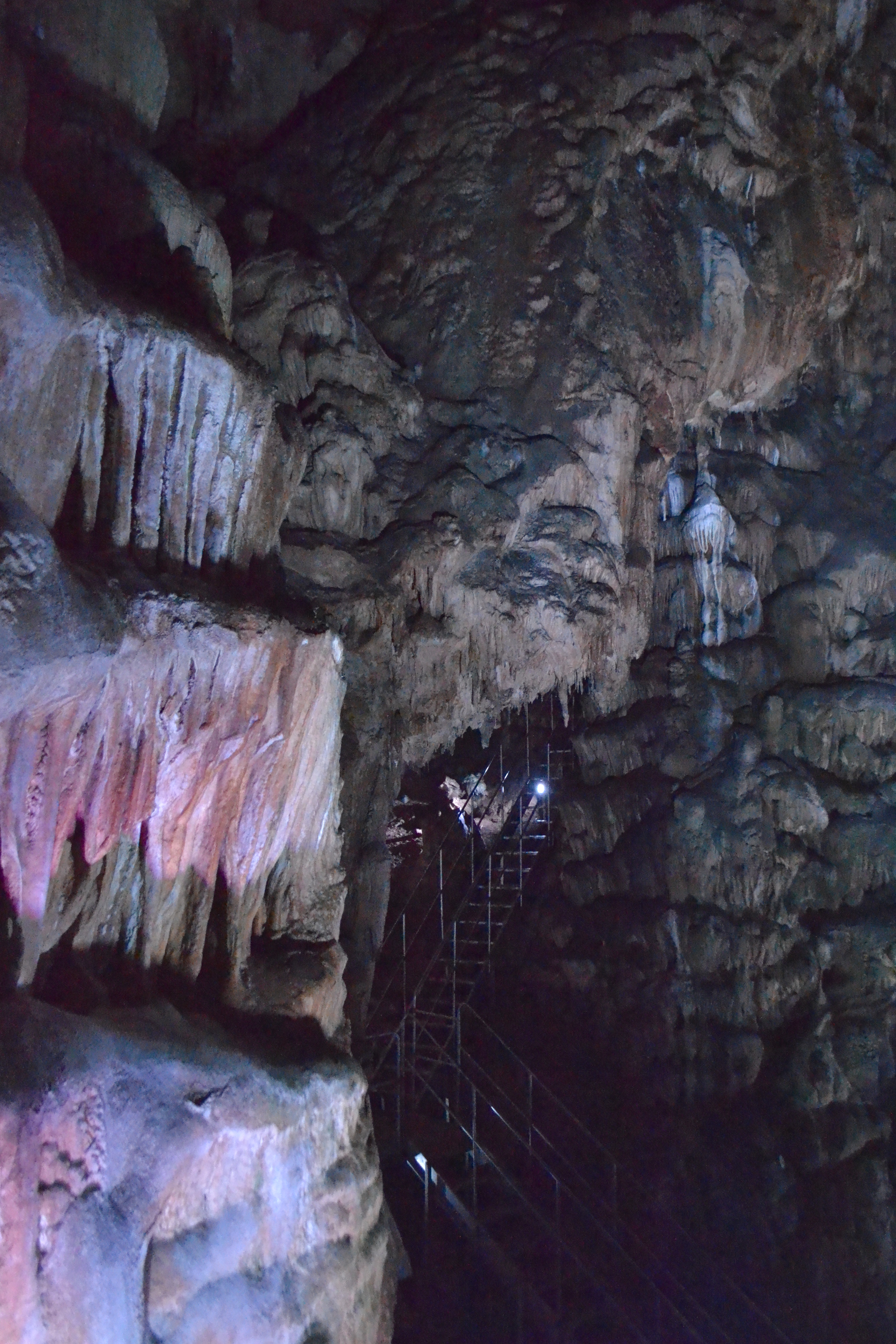
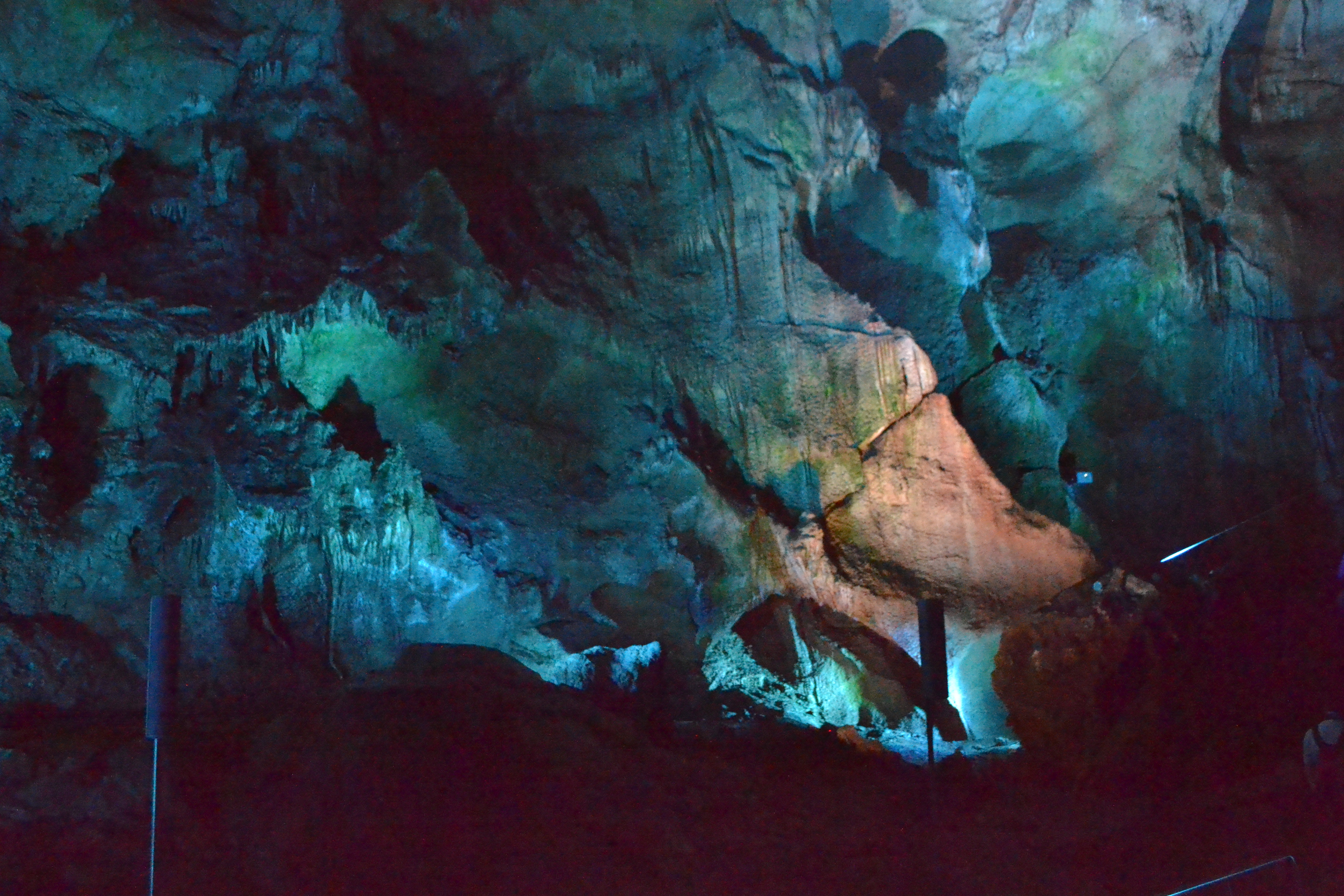